# أ. د. وليامز
أ. د. وليامز (بالإنجليزية: A. D. Williams)‏ هو لاعب كرة قدم أمريكية أمريكي، ولد في 21 نوفمبر 1933 في ليتل روك في الولايات المتحدة.

## وصلات خارجية
- أ. د. وليامز على موقع مرجع كرة القدم المحترفة.كوم (الإنجليزية)